# 1983 год в истории изобразительного искусства СССР
1983 год был отмечен рядом событий, оставивших заметный след в истории советского изобразительного искусства.

## События
- Выставка произведений Фомина Петра Тимофеевича открылась в Ленинграде в залах Государственного Русского музея.[1]

- Выставка произведений молодых художников СССР и ГДР "За мир и социализм" открылась в Москве.[2]

- Президентом Академии художеств СССР избран ленинградский живописец Борис Сергеевич Угаров, возглавлявший Академию до 1991 года.[3]

- Выставка произведений Михаила Давидовича Натаревича открылась в залах Ленинградского отделения Союза художников РСФСР.[4]

- Выставка произведений Леонида Анисимовича Ткаченко открылась в залах Ленинградского отделения Союза художников РСФСР.[5]

- Выставка произведений Евгении Васильевны Байковой открылась в залах Ленинградского отделения Союза художников РСФСР.[6]

- Выставка произведений ленинградских художников - ветеранов Великой Отечественной войны открылась в залах Ленинградского отделения Союза художников РСФСР.[7]

- Выставка произведений Сергея Ивановича Осипова открылась в Москве в выставочных залах Союза художников РСФСР.[8]

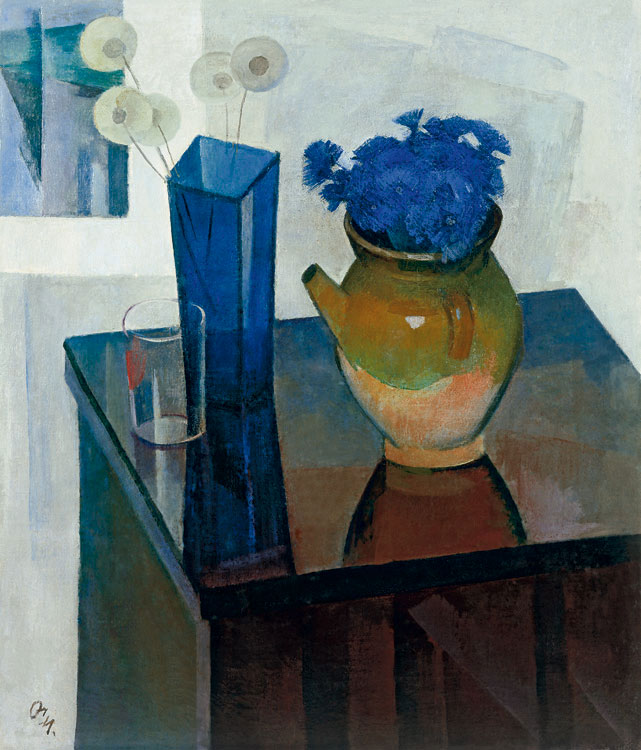
Васильки. 1976

- Выставка произведений Бориса Ивановича Шаманова открылась в Москве в выставочных залах Союза художников РСФСР.[9]

- Всесоюзная художественная выставка портрета "Наш современник" открылась в Москве.[2]

- Выставка произведений Анны Александровны Костровой и Николая Ивановича Кострова открылась в Москве в выставочных залах Союза художников РСФСР.[10]

- Всероссийская художественная выставка "Рисунок и акварель" открылась в Ленинграде в залах Государственного Русского музея.[3]

- Выставка произведений Веры Ивановны Назиной открылась в залах Ленинградского отделения Союза художников РСФСР.[11]

- Выставка произведений Ярослава Игоревича Крестовского открылась в залах Ленинградского отделения Союза художников РСФСР.[12]

- Выставка произведений Миссуловиной Виктории Яковлевны открылась в залах Ленинградского отделения Союза художников РСФСР.[13]

- Осенняя выставка произведений ленинградских художников открылась в ЦВЗ «Манеж».[14]

## Скончались
- 1 января — Рудницкая Мария Леонидовна, русский советский живописец и педагог (род. в 1916).
- 6 марта — Канеев Михаил Александрович, русский советский живописец и педагог, Заслуженный деятель искусств Российской Федерации, член Ленинградской организации Союза художников РСФСР (род. в 1923).
- 28 марта — Бубнова Варвара Дмитриевна, русский советский художник (род. в 1886).
- 29 марта — Копейкин Михаил Семёнович, российский советский живописец, график и педагог (род. в 1905)
- 6 апреля — Бабасюк Николай Лукич, русский советский живописец и педагог (род. в 1914).
- 11 апреля — Прошкин Виктор Николаевич, русский советский живописец, график, педагог (род. в 1906).
- 27 апреля — Тулин Юрий Нилович, русский советский живописец, график, Заслуженный художник РСФСР, Заслуженный деятель искусств Российской Федерации, член Ленинградской организации Союза художников РСФСР (род. в 1921).
- 30 августа — Лабас Александр Аркадьевич, российский советский художник (род. в 1900).
- 1 сентября — Гетман Раиса Александровна, российский советский живописец и график (род. в 1913).
- 16 ноября — Невельштейн Самуил Григорьевич, советский живописец, график и педагог (род. в 1903).
- 18 ноября — Калинкин Георгий Алексеевич, русский советский художник (род. в 1915).
- 24 ноября — Яр-Кравченко Анатолий Никифорович, советский живописец, график, Народный художник Российской Федерации, лауреат Сталинской премии (род. в 1911).